# فاطمة أميني
فاطمة أميني هي زعيمة دينية إيرانية، أدارت وافتتحت عددًا من الحوزات العلمية النسائية في قم وطهران.
كانت مديرة دار الزهراء وهي أول حوزة نسائية في قم، وهي الجناح النسائي لحوزة آية الله العظمى محمد كاظم شريعتمداري، دار التبليغ. 
وفقًا لمقابلة أُجريت مع آزادِه كيان-ثيبوه، افتتحت أميني قبل الثورة أيضًا مدرستين دينيتين نسائيتين هما "مكتب علي" في قُم و"مكتب الزهراء" في يَزد. وفي وقت لاحق، أسّست حوزة فاطمة الزهراء في طهران عام 1988. وبشأن هذه الحوزة، صرّحت أميني قائلة: "هدفنا هو الإسهام في تنمية المرأة من خلال تحفيز إبداعها، وبالتالي تعزيز ثقتها بنفسها أيضًا". تقدّم هذه الحوزة تدريبًا دينيًا للنساء، وتعتمد على نظام التمويل المصغّر الذي يوفّر قروضًا بدون فوائد للأسر الفقيرة وطالبات الجامعات، وتقدّم دعمًا ماليًا ومعنويًا للنساء المحرومات بهدف تعزيز مشاركتهن في المجال العام. وتشير أميني إلى أنها حصلت على إذن من أحد المراجع – الذي لم تذكر اسمه – لإنفاق جزء من أموال الخمس، لكنها رفضت ذلك لأنها فضّلت الاستقلالية، فأنشأت بدلًا منه نظام التمويل المصغّر.